# Boisseau
Pour les articles homonymes, voir boisseau (homonymie).
Pour l’article ayant un titre homophone, voir Boiceau.

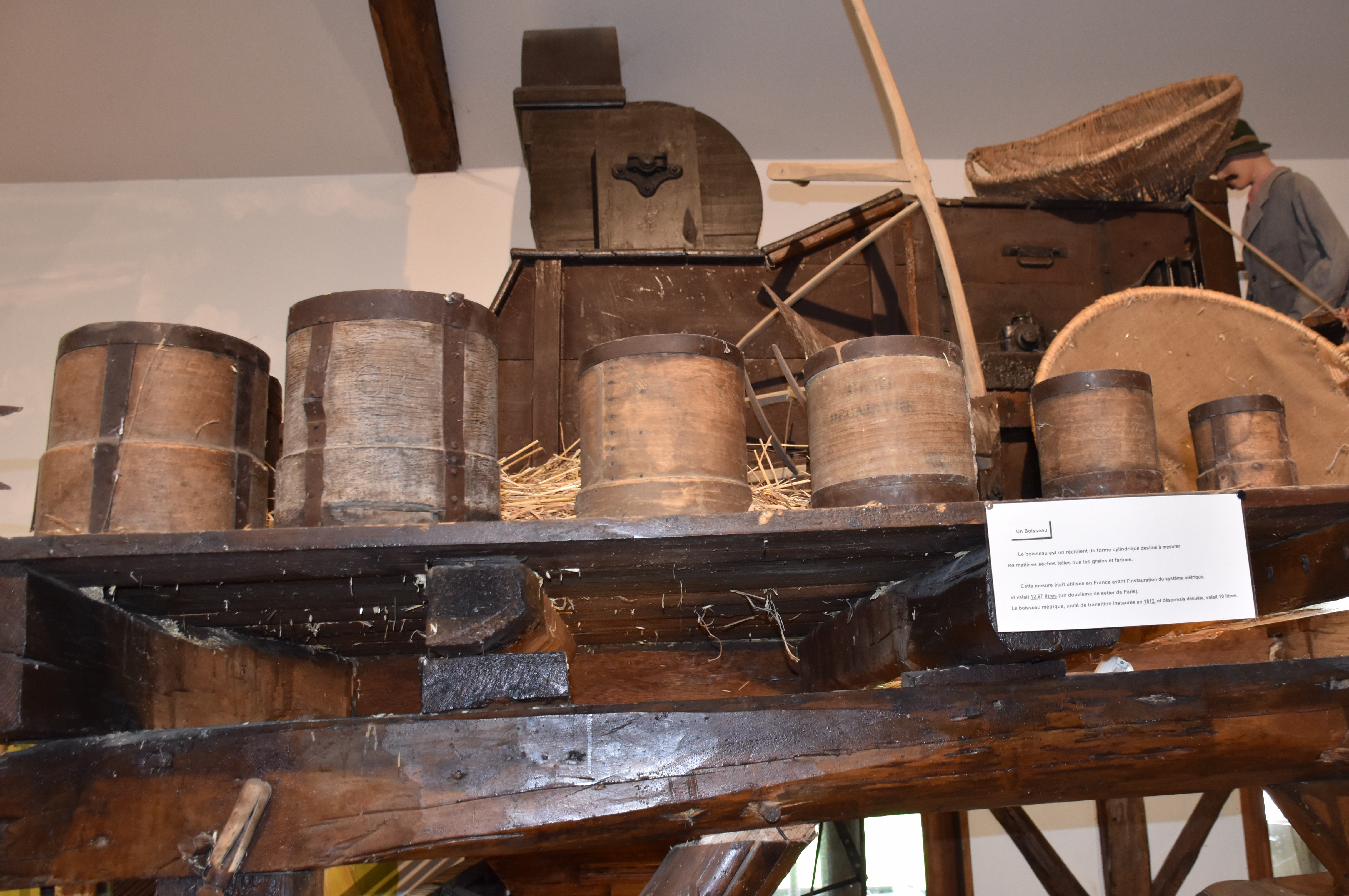
Série de boisseaux.

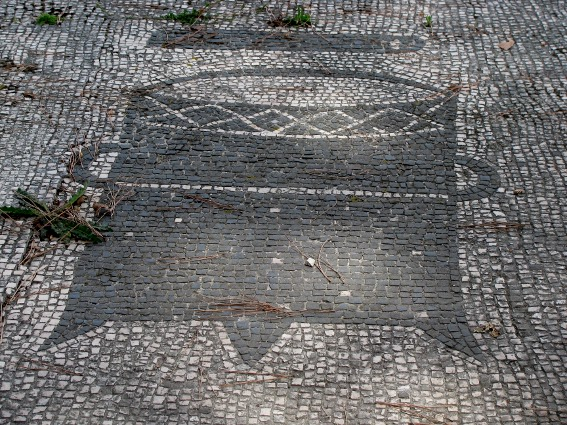
Boisseau pour le grain et racloir pour égaliser, époque romaine impériale, mosaïque de la Place des Corporations (Ostie, Italie)

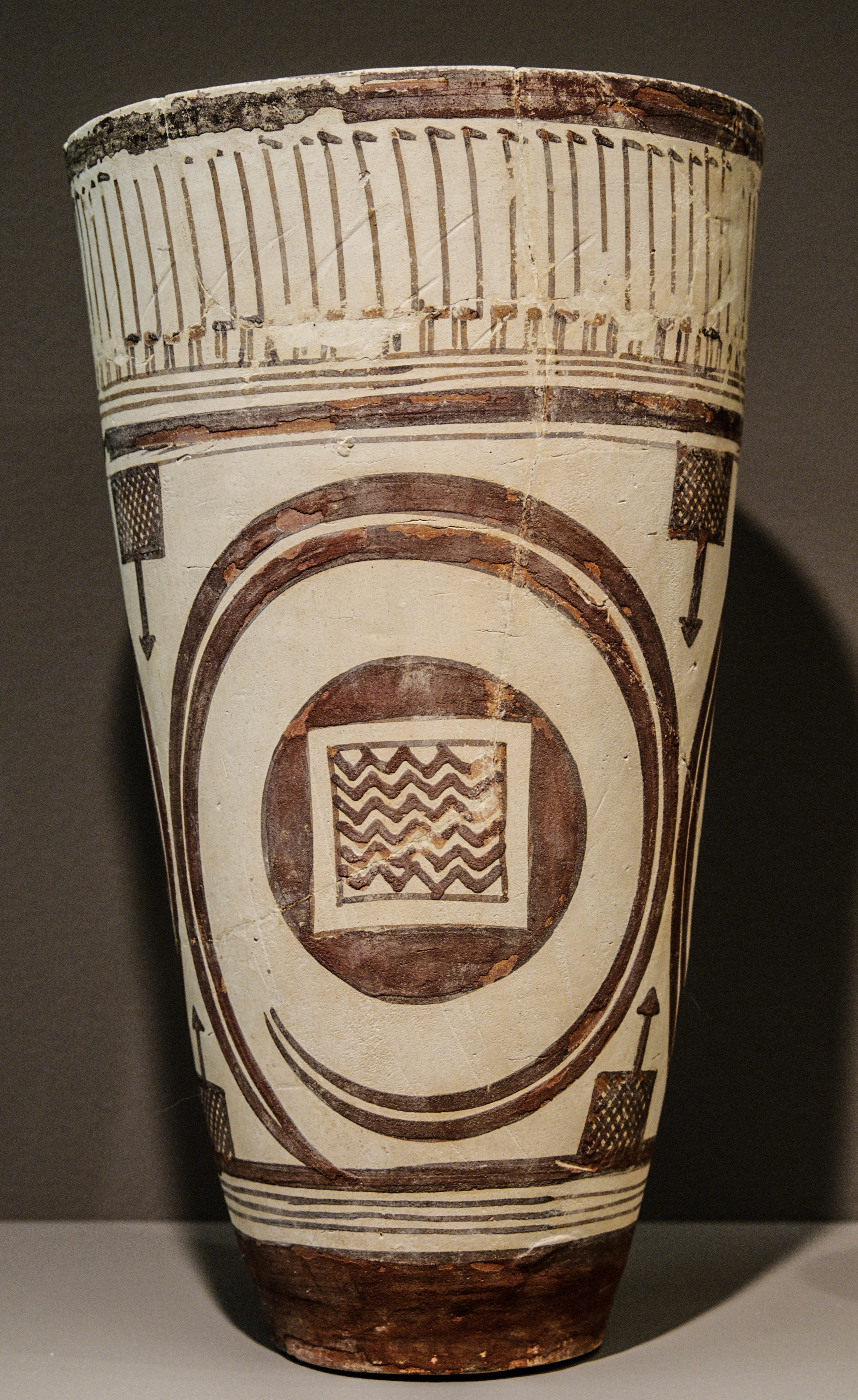
Boisseau avec motifs de bouquetins, poterie préhistorique provenant de Suse (Iran).

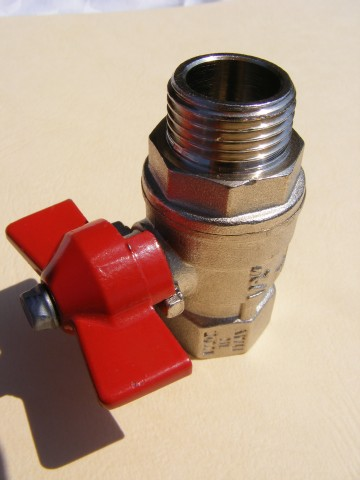
Vanne à boisseau sphérique (à bille)

Le boisseau est un récipient de forme cylindrique destiné à mesurer les matières sèches (grains et farines), de capacité variable suivant les lieux et les époques.
Boisseau ou boitel (cas régime singulier) :
cette mesure était utilisée en France du nord avant l'instauration du système métrique, et valait à Beauvais 12,67 litres (un douzième de setier de Paris). 
Il a donné son nom :
- à l'expression "mettre sous le boisseau"[1] ;
- à une unité de mesure (ex :  boisseau métrique, unité de transition instaurée en 1812, et désormais désuète, qui valait 10 litres)[2] ;
- à la vanne à boisseau sphérique (petite vanne, généralement en laiton recouvert d'une pellicule de métal argenté, qui se ferme ou s'ouvre avec poignée simple ou une poignée papillon

## Unitésanglo-saxonnes
- le boisseau impérial vaut 8 gallons du système impérial d'unités, soit exactement 36,368 72 dm3 ;
- le boisseau US (« boisseau ras ») est défini comme valant 2 150,42 pouces cubes soit 8 gallons US dry, soit exactement 35,239 070 668 8 dm3 ;
- le « boisseau comble » vaut 5/4 de « boisseau ras », donc exactement 44,048 837 708 6 dm3.

Le boisseau US est une unité utilisée en agriculture pour les cotations en bourse des ventes de céréales aux États-Unis.
Les équivalences standards avec les unités utilisées pour les cotations en Europe sont les suivantes :
- 1 boisseau US de blé ou de soja vaut 0,02721 tonne (soit 27,21 kg) ;
- 1 boisseau US de maïs vaut 0,02540 tonne (soit 25,4 kg);
- 1 boisseau US d'avoine vaut 0,017236 tonne (soit 17,236 kg).

Le riz est coté en livres au Chicago Board of Trade (CBOT).